# 동부동 (경산시)
동부동(東部洞, Dongbu-dong)은 경상북도 경산시의 행정동이다. 법정동 남방동, 내동, 여천동, 유곡동, 신천동, 점촌동, 평산동, 사동, 삼풍동, 계양동 일부를 관할하고 있다.

## 역사
- 1989년 1월 1일 경산시를 설치하면서 행정동 동부동을 신설하였다.

## 주요 시설
- 경산경찰서
- 경산시민회관
- 대구지방법원 경산시법원
- 대구지방법원 경산등기소
- 경산세무서
- 경산우체국
- 동부동주민센터
- 경상북도교육정보센터
- 경산농협동부지점
- 경산축협계양지점

## 교육
- 경산고등학교
- 경산중학교
- 동부초등학교
- 대구한의대학교
- 남성초등학교
- 사동초등학교
- 사동중학교
- 사동고등학교

## 법정동
- 계양동(桂陽洞) 일부
- 남방동(南方洞)
- 내동(內洞)
- 여천동(麗川洞)
- 유곡동(油谷洞) : 유곡동(1),  유곡동(2)
- 신천동(信川洞) : 신천동(1), 신천동(2)
- 점촌동(店村洞)
- 평산동(坪山洞)
- 사동(巳洞)
- 삼풍동(三豊洞)

## 아파트
| 단지명                 | 건설사         | 시행사     | 주소                   | 입주        | 비고 |
| ---------------------- | -------------- | ---------- | ---------------------- | ----------- | ---- |
| 태왕 드림하이츠        | ㈜태왕         | ㈜태왕     |                        | 2001년 11월 |      |
| 사동부영 1차 사랑마을  | ㈜동광주택산업 | ㈜부영     |                        | 2001년 11월 |      |
| 사동부영 2차 행복마을  | ㈜동광주택산업 | ㈜부영     |                        | 2001년 12월 |      |
| 사동부영 3차 원앙마을  | ㈜동광주택산업 | ㈜부영     | 백자로20길 9 (사동)    | 2003년 9월  |      |
| 사동부영 5차 그린마을  | ㈜동광주택산업 | ㈜부영     | 백양로 181 (사동)      | 2003년 12월 |      |
| 사동 6차 사랑으로 부영 | 부영주택㈜     | 부영주택㈜ | 백자로10길 11 (사동)   | 2013년 2월  |      |
| 사동 팰리스 부영 1단지 | 부영주택㈜     | 부영주택㈜ | 삼성현로91길 9 (사동)  | 2019년 7월  |      |
| 사동 팰리스 부영 2단지 | 부영주택㈜     | 부영주택㈜ | 삼성현로91길 10 (사동) | 2020년 4월  |      |